# زسنهاوزن
زسنهاوزن (به آلمانی: Sessenhausen) یک شهر در آلمان است که در وستروالدکرایس واقع شده‌است. زسنهاوزن ۹۶۵ نفر جمعیت دارد.